# 布里格船
布里格船是有两根桅杆，帆装为横帆的帆船。在风帆时代，布里格船因其航速快、机动性强的特点被广泛用作战舰和商用船。特别在18及19世纪早期达到鼎盛，之后随着蒸汽船的出现逐渐淡出。
布里格船的特征是两根桅杆上均挂横帆，而後桅無緊鄰一個斯諾桅，与之相比，布里根廷船（brigantine）仅前桅挂横帆，主桅是纵帆；而全帆装船（full-rigged ship），比如巡防舰（frigate）等都有三根或更多桅杆。

## 帆装索具

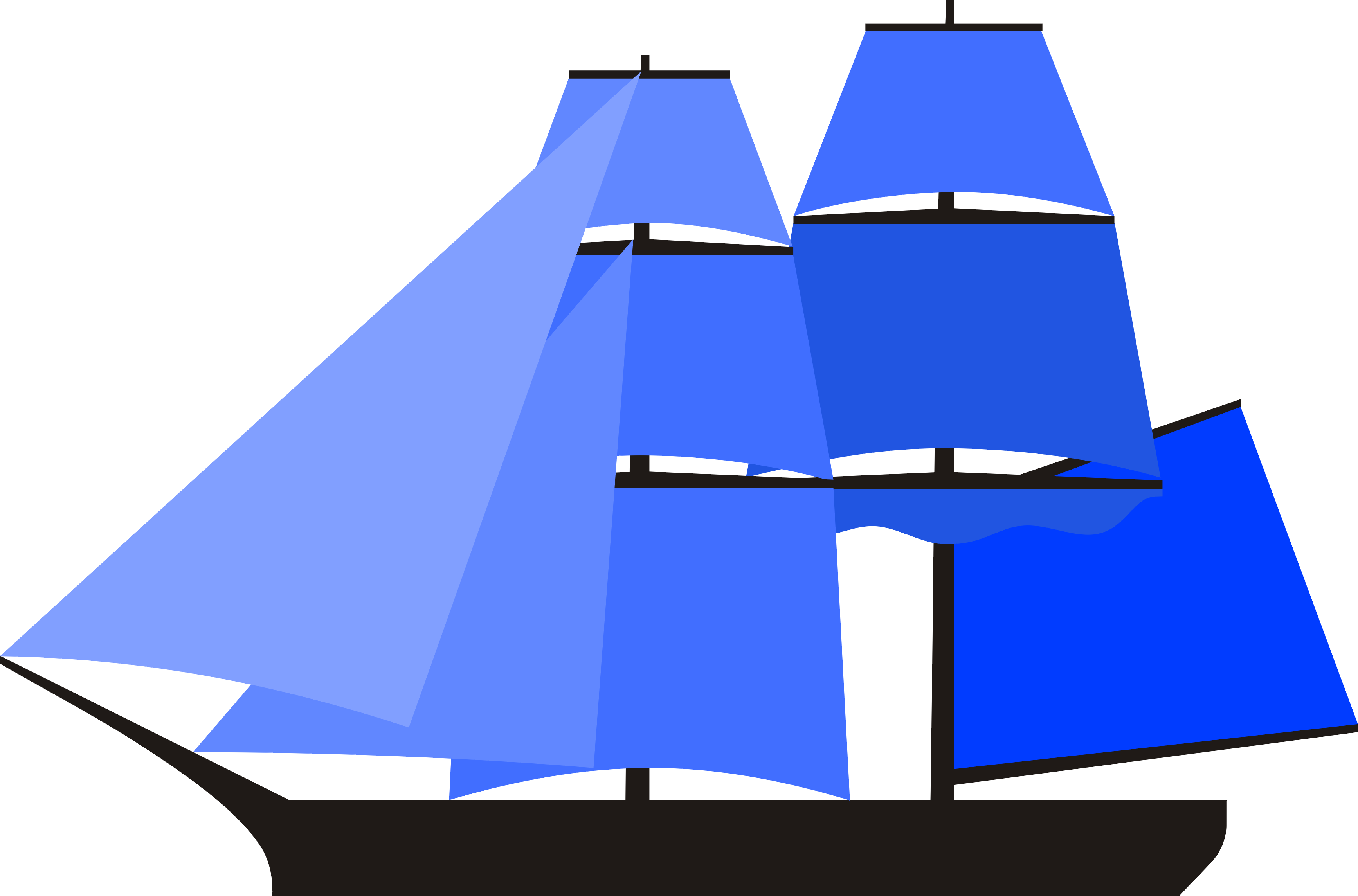
典型的布里格船帆装

全帆装的布里格船有以下帆装：主桅自下而上有主帆、中桅帆、上桅帆，有时顶端还有最頂帆（royal sail）；主桅后侧有一个小型的纵帆称为后樯纵帆（spanker）；前桅也有类似的小型纵帆称为斜桁纵帆（trysail）；前桅比主桅略小，自下而上有前帆、前桅中桅帆、前桅上桅帆、前桅最顶帆，前桅和船首斜桅之间有支索帆（staysail）、船首三角帆等。所有这些帆装都由一套复杂的动索（running rigging）来控制。

## 船体
一般来说布里格船的船体比斯庫納船大，体形上已近于三桅全帆装船。长度一般在75到165英尺间（23到50米），吨位则可达到480吨。
历史上大部分布里格船都是木制，后期也出现了铁制船体和桅杆，如Bob Allen号。
一艘19世纪的松木布里格船的设计使用年限一般有20年，很多实际使用年限甚至更长。

## 发展史
brig一词最早是作为brigantine（布里根廷船）的缩写出现的。作为双桅帆船的一种，相比主桅纵帆的brigantine，两根桅杆上都挂横帆的brig有更强的航行能力，更好操控，需要的人手也相对较少，因而大受欢迎，brig一词逐渐成为这一变种的专用词，而brigantine则特指前桅横帆的双桅帆船。到17世纪，英国皇家海军正式将brig定义为两桅挂横帆的帆船，这一名称也固定下来。
布里格船作为战舰时一般携带10到18门火炮，参与的著名海战有19世纪的伊利湖战役等。因为航速快易操纵的特点，布里格船也成为海盗常用的船只类型（在美国及加勒比海盗中相对少见）。
布里格船作为商用在19世纪早期是常见的货运船只。虽然不如纵帆船可抢风航行，但作为横帆船，在有经验的船长指挥下，完全能做到“优雅自如的操控，布里格船甚至可以原地掉头”。但是因为同等船身需要更多人手，布里格船在商用船领域渐渐被双桅纵帆船（gaffsail schooner）及更后期的蒸汽船取代。
历史上最后一艘加入美国商船队的布里格船是1883年建于缅因州的Telos号，1900年沉于加勒比海。

## 历史上著名的布里格船
- 奥奈达号 - USS Oneida，1812年战争。美国作家詹姆斯·费尼莫尔·库柏（James Fenimore Cooper）当时是船上的候补士官
- 尼亚加拉号 - USS Niagara，1812年战争。由奧利弗·哈澤德·佩里指挥在伊利湖戰役中取得大胜。
- 小獵犬號 - HMS Beagle，1812年为皇家海军制造，之后查爾斯·達爾文登上此艦擔任隨船博物學家。

## 文学影视作品中出现的布里格船
- 鵰號 -  The Aquila，電子遊戲刺客教條III（Assassin's Creed III）主角拉頓哈給頓的旗艦。
- 寒鴉號 -  The Jackdaw ，電子遊戲刺客教條IV：黑旗（Assassin's Creed IV: Black Flag)主角愛德華·肯威的旗艦。
- 闪电号 -  Lightning ，约瑟夫·康拉德著《救援》（The Rescue）。
- 海鹰号 -  Sea Hawk，William Henry Giles Kingston著《地中海海盗》（The Pirate of the Mediterranean ）。
- 拦截号 -  Interceptor，电影“加勒比海盗”黑珍珠的诅咒一集（实际使用的是华盛顿夫人号布里格船）。
- 企业号 -  Enterprise，电影“星际旅行VII：日换星移”（实际使用的是华盛顿夫人号布里格船）。
- 波多黎各号及艾米莉号 -Porta Coeli，Amélie，塞西尔·史考特·福雷斯特著《霍雷肖·霍恩布洛尔》系列以及相关改编电影和电视作品。
- 苏菲号 - HMS Sophie，帕特里克·奥布莱恩著《舰长与指挥官》（Master and Commander）。
- 灰海豚号 - Grampus，埃德加·爱伦·坡著《南塔基特亞瑟．戈登．皮姆的故事》（The Narrative of Arthur Gordon Pym of Nantucket）。
- 骷髅旗号 - Jolly Roger，彼得潘系列中虎克船长的海盗船。
- 速度号 - Speedy，儒勒·凡尔纳著《神秘岛》（The Mysterious Island）。

## 现代重制品

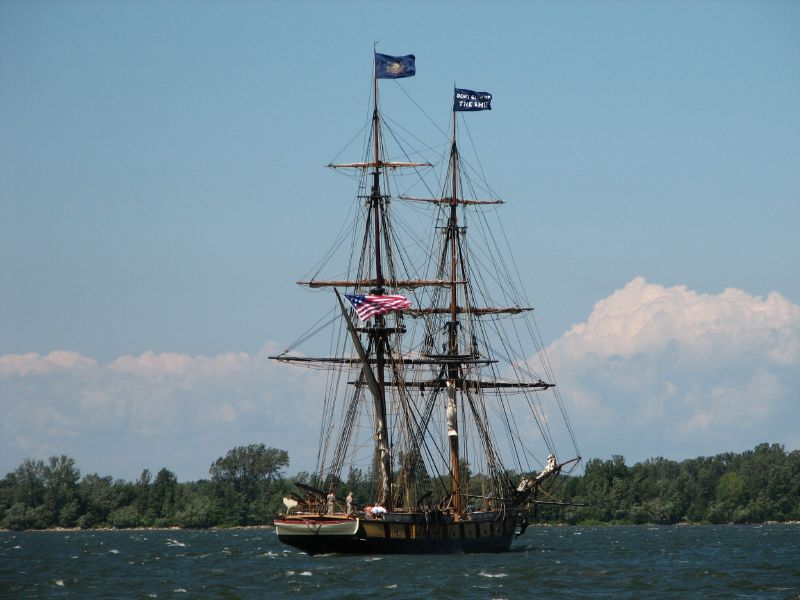
尼亚加拉号重制（USS Niagara）

- 尼亚加拉号重制品 - USS Niagara
- 华盛顿夫人号 - Lady Washington
- 三王冠号 - Tre Kronor[8]